# Epiblastus angustifolius
Lan dạ bích núi cao (danh pháp hai phần: Epiblastus angustifolius) là một loài thực vật có hoa trong họ Lan (Orchidaceae). Loài này được Schltr. mô tả khoa học đầu tiên năm 1919.